# بورشودگست
بورشودگست (به مجاری:  Borsodgeszt) یک شهرداری در مجارستان است که در بورشود-آبااوی-زمپلن واقع شده است. بورشودگست ۱۵٫۰۶ کیلومتر مربع مساحت و ۲۹۲ نفر جمعیت دارد.